# Toyota Yaris
El Toyota Yaris es un automóvil del segmento B producido por la empresa automovilística nipona Toyota. Existen 4 generaciones lanzadas en los años 1999, 2005, 2014 y 2020, disponibles tanto en carrocerías hatchback de tres y cinco puertas y como sedán de cuatro puertas, donde la última generación prescinde de las versiones de tres puertas. La primera generación fue votada como Coche del Año en Europa en 2000.
Según el mercado, la generación y la carrocería, el modelo lleva el nombre Yaris, Belta, Echo, Platz, Vios o Vitz. El diseño no es idéntico en todos los países para una generación dada, con claras diferencias para los mercados de Asia, Australia, Europa y América. El modelo hatchback en América se conoce como Yaris Sport. Las unidades vendidas en Europa fueron producidas en ella debido a las restricciones a la importación de vehículos japoneses impuestas por la UE de tal manera que se construyó una fábrica en el norte de Francia donde se fabricaron y se fabrican los Yaris, la cual está ubicada en la localidad de Valenciennes.
Los motores son usualmente de gasolina de 1.0, 1.3 y 1.5 L de cilindrada, todos con 16 válvulas con sistema VVT-i; y diésel de 1.4 L usando un motor 1NZ-FE, aunque hay otros específicos para ciertos países, como un gasolina de 1.8 L de 130 CV para el Yaris II europeo y un gasolina de 1.5 L con turbocompresor e intercooler con 156 CV como potencia máxima para el Toyota Vitz RS en el mercado asiático.

## Primera generación (1999-2005)

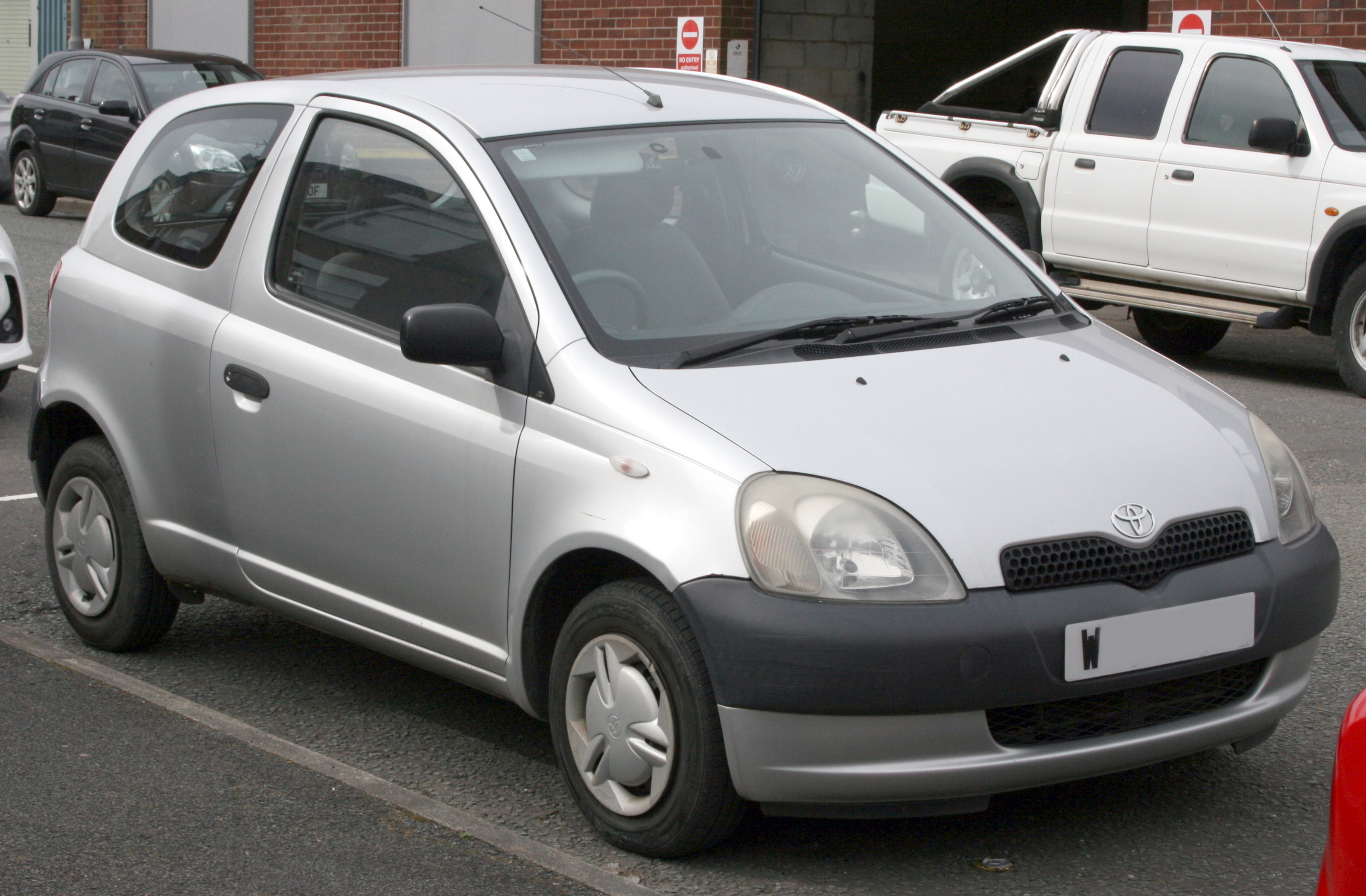
Toyota Yaris 1999 (1ª generación)

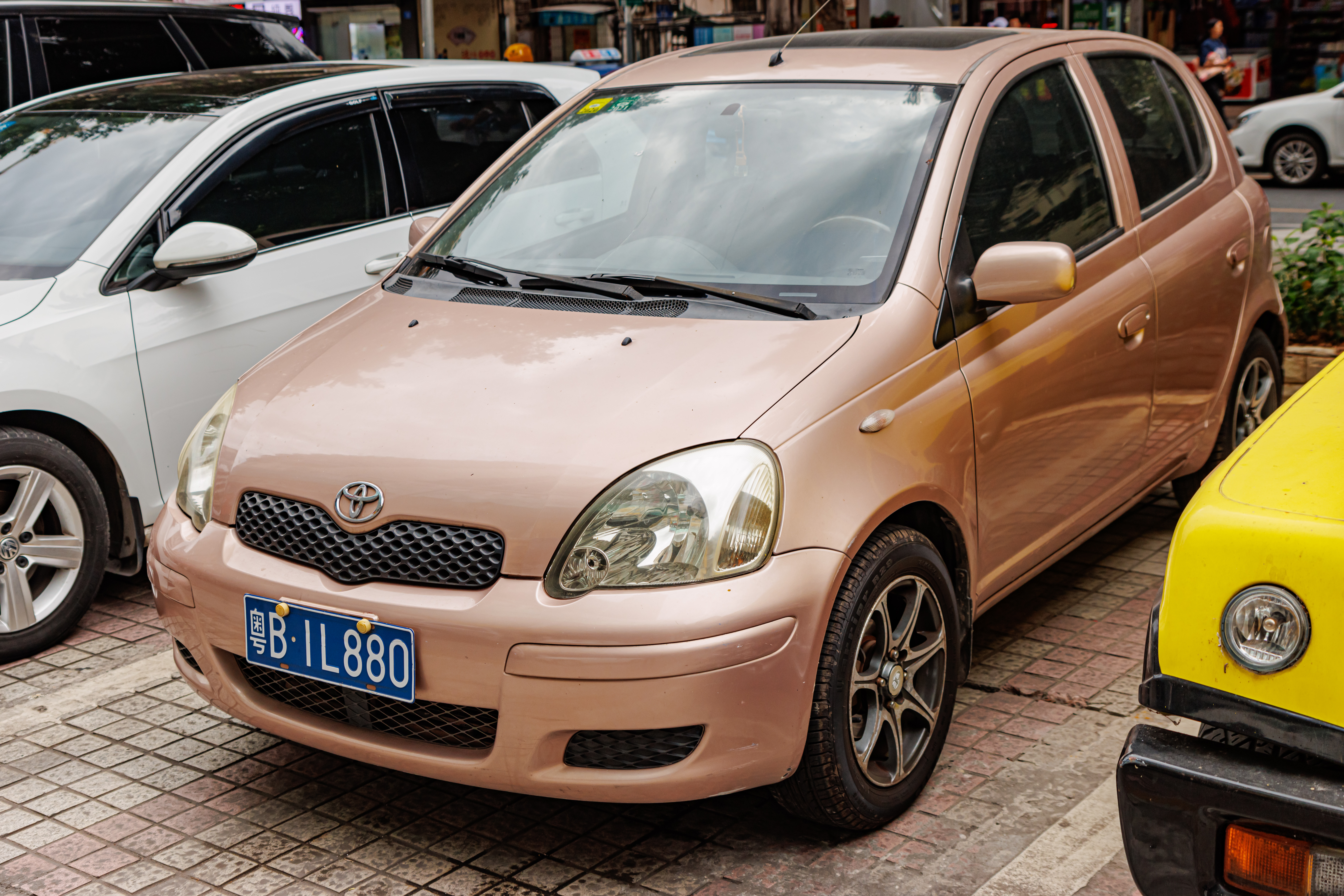
Toyota Yaris 2003 (lavado cara)

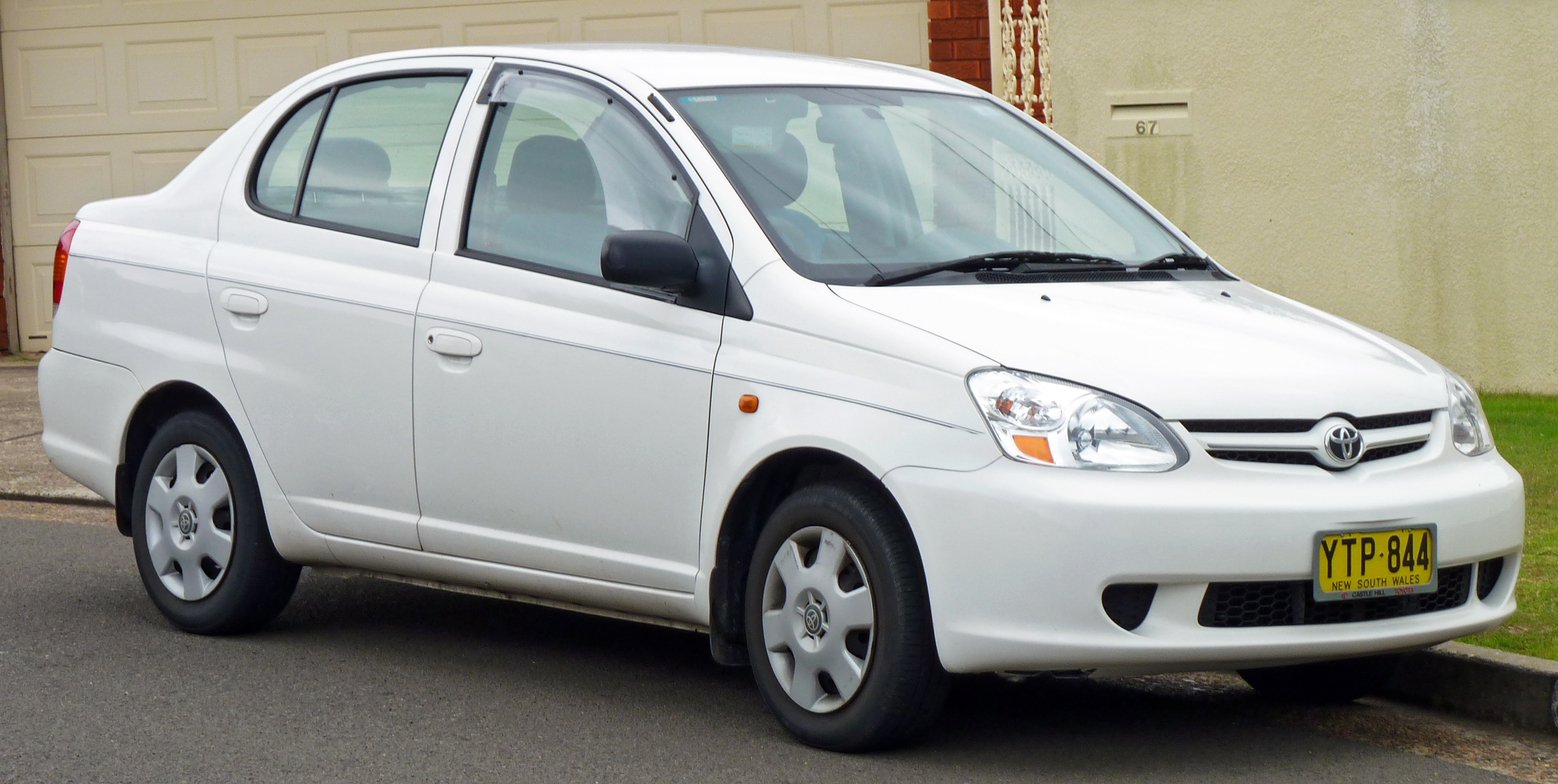
Toyota Yaris 2002 facelift (1ª generación)

La primera generación del Toyota Yaris se lanzó al mercado asiático en enero de 1999 como Toyota Vitz y llegó a Europa en abril. Esta primera edición se ofreció con tres ediciones diferentes: hatchback, coupe y sedán.Un motor de gasolina 1SZ-FE de cuatro cilindros de 998cc y 16v con 68 CV propulsaba el primer yaris, en octubre se anunció otro motor un VVT-i de 1.3 L y 86 CV también hubo un motor diésel de 1.4 L y 75 CV el D4-D. Tuvo una remodelación en 2003, algunos mínimos cambios estéticos en el exterior e interior y además se incorporaron frenos de disco en las cuatro ruedas, se retocaron los motores (ahora completamente de aluminio: bloque y culata) para ajustarlos a las normas anticontaminación además de llevar de serie el sistema de frenos ABS en todas las unidades.
Esta generación en vez de convencionales instrumentos analógicos, Yaris utilizó instrumentos digitales los cuales fueron montados en una consola en el centro del tablero, donde se puede apreciar el velocímetro,el rango de revoluciones y el nivel de combustible todos ellos digitales.
El Yaris semiautomático y motor 1.0 VVTi fue una delicia, tanto por suavidad como por bajo consumo de gasolina .

## Segunda generación (2005-2013)

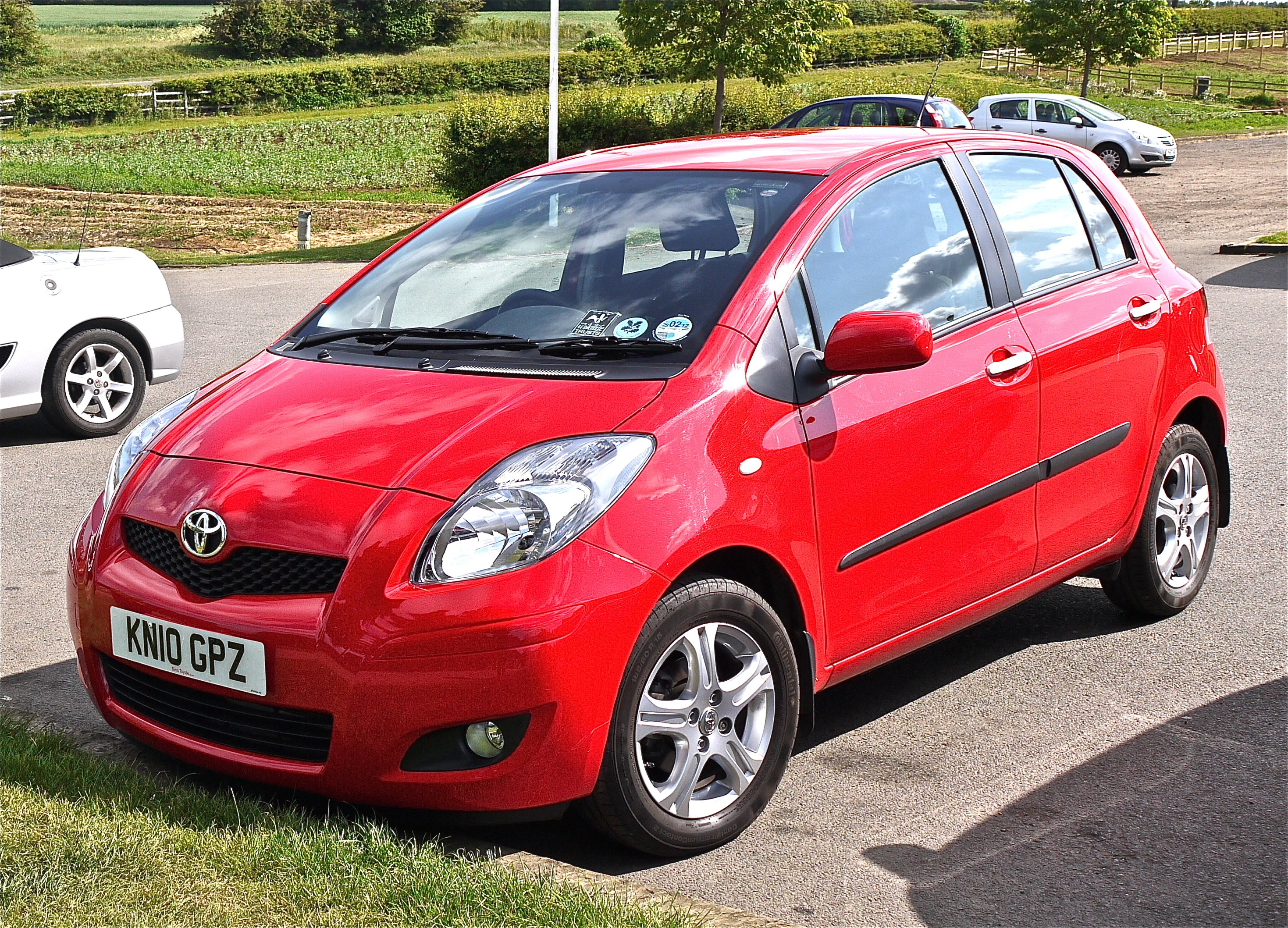
Toyota Yaris 2005 (2ª generación)

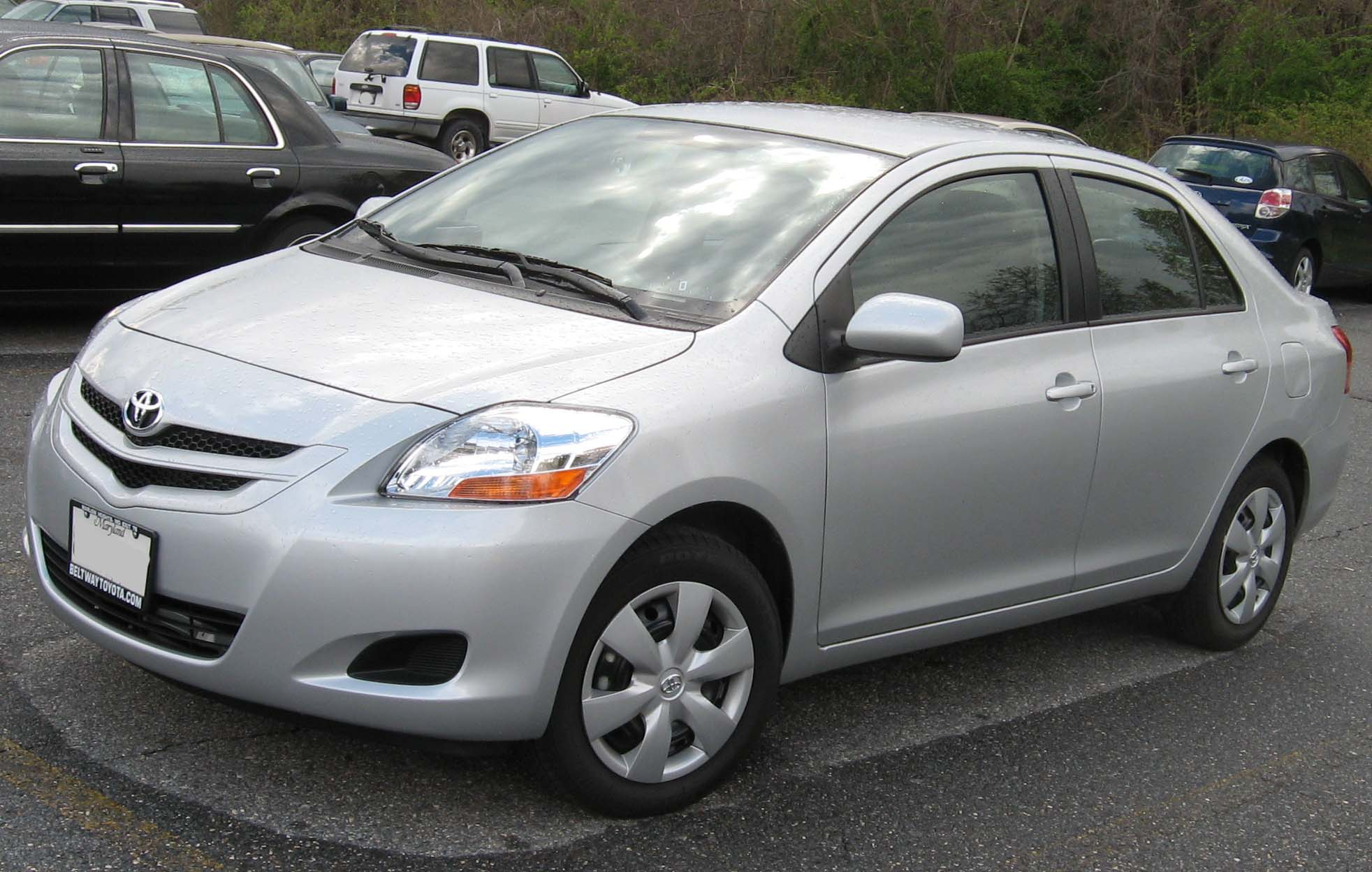
Toyota Yaris Sedán 2006 (2ª generación)

La aparición de la segunda generación del Toyota Yaris fue en enero de 2005 y se ofertó con las versiones hatchback y sedán.
La versión automática tiene una característica inusual: se puede conducir cómo si fuera standard,  por ejemplo, meter la segunda marcha para acelerar a una incorporación o frenar con motor, ya que la distribución de las letras es: P- R-N-D-3-2-L.

## Tercera generación (2014 - presente)

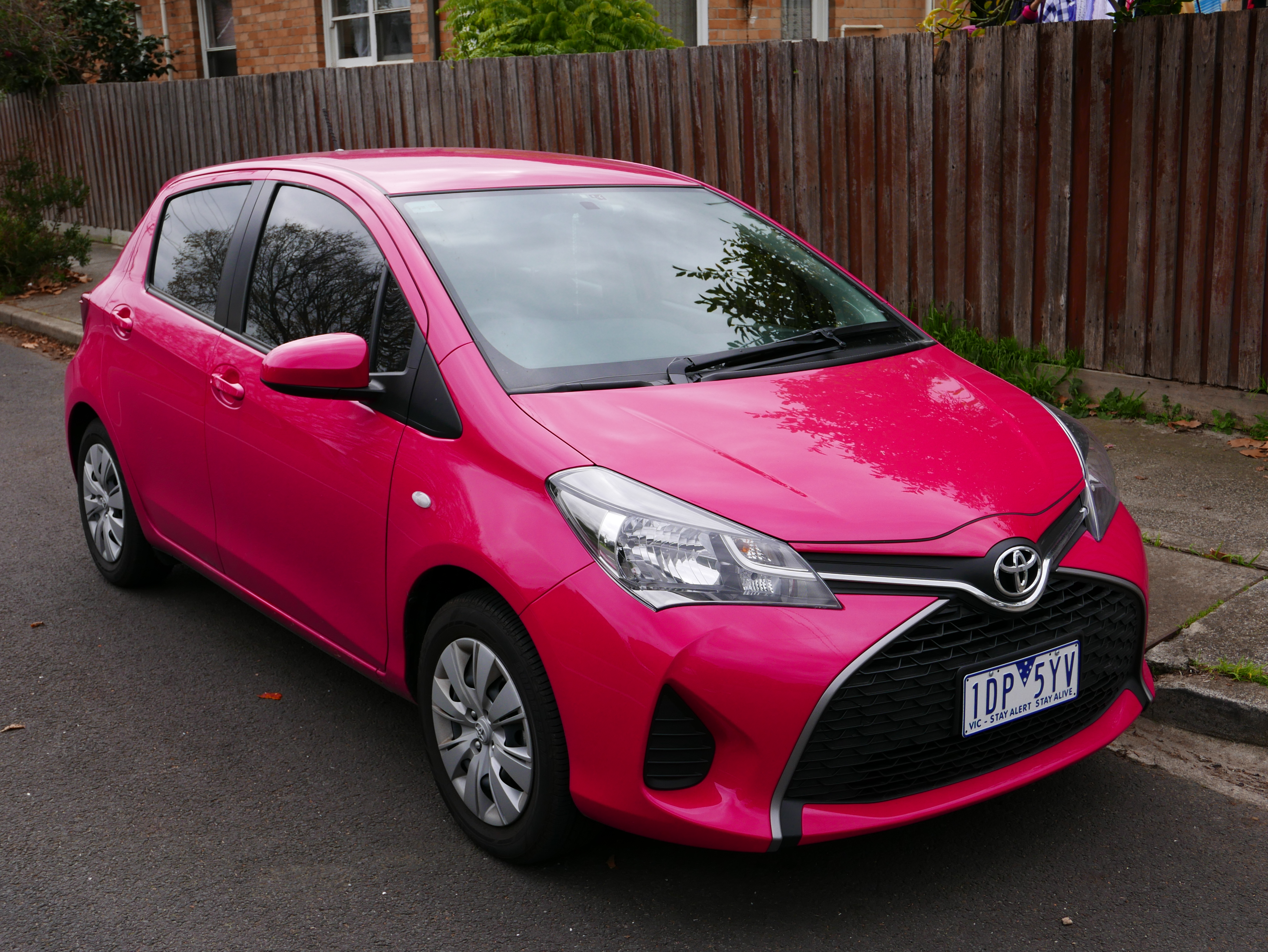
Toyota Yaris 2015 (lavado de cara) con carrocería 5 puertas en color guinda.

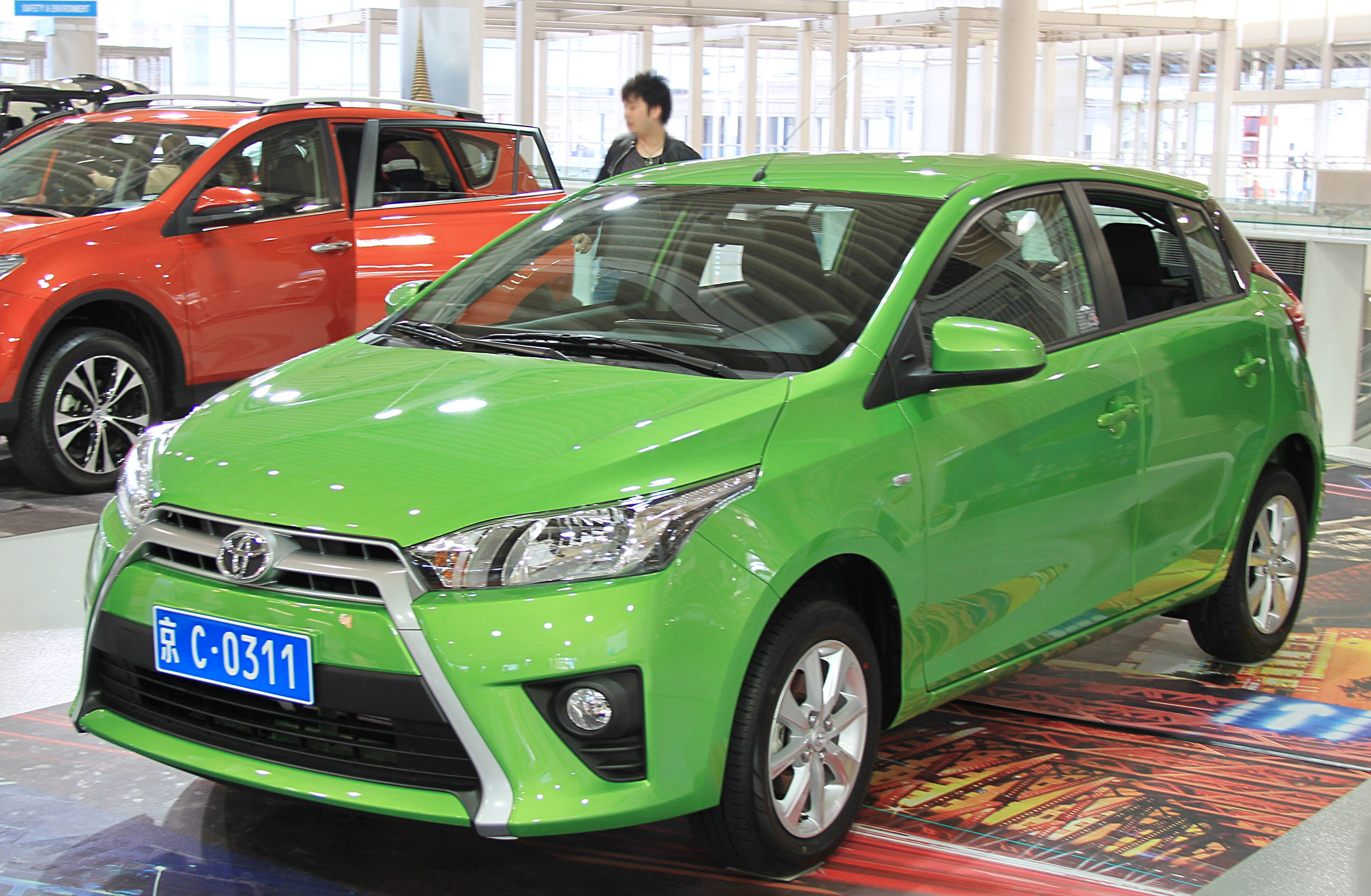
Toyota Yaris L 2015 con carrocería 5 puertas en color verde.

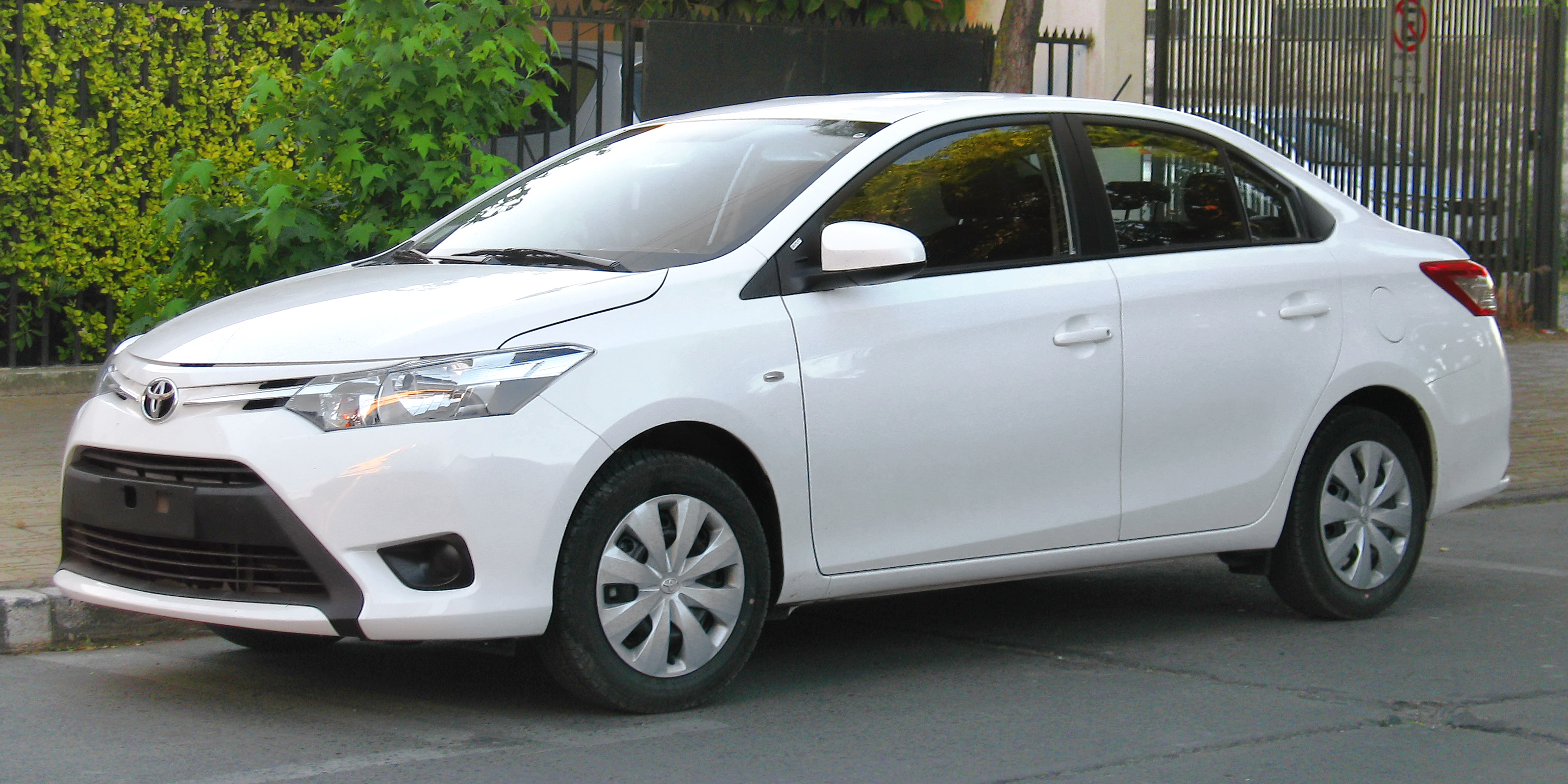
Toyota Yaris Sedan 2014 en color blanco.

En octubre de 2014 se lanzó al mercado una nueva generación del vehículo (Aunque se suele hacer referencia a este modelo como el Yaris 2014). En este nuevo diseño se caracteriza en el exterior por ser una carrocería hatchback en la que se abandona un diseño redondeado por un nuevo modelo en el que destacan los ángulos y que le da una apariencia más dinámica. En el interior destaca la integración del cuadro de instrumentos frente al volante y no en el centro del tablero como había sido la tónica hasta ahora.
Además en esta tercera generación se presentó un modelo híbrido en marzo de 2014.

### Toyota Yaris Sedán en México - Nueva generación (2016)
El Toyota Yaris Sedán y su hermano, el hatchback continúan en producción en México, a siete años después del retiro de la 4Runner, cuya camioneta terminó de producirse en 2009. La razón de esta demora fue que el concepto Value Beyond Belief' estaba en la decisión de fabricar el nuevo Vios, ya que el Yaris Sedán compartiría la plataforma con dicho vehículo. Ahora que dicho proyecto fue llegando a exportar el nuevo Vios como un modelo global con estándares de clase mundial, la nueva generación del Yaris Sedán se desarrolló a partir de la plataforma de la versión XP150. El lanzamiento oficial de la nueva generación del Yaris Sedán se presentó en el Toyota Motors Philippines, siendo traslada a la ciudad de Santa Rosa donde se fabricará la variante local del Vios.
Esta nueva generación del Yaris Sedán es producida en la fábrica de Toyota, en Santa Rosa (Filipinas), junto con el Honda City y el Hyundai Accent. Este es el primer modelo fabricado con la misma plataforma. Esta nueva generación conserva únicamente el nombre de la generación anterior. En comparación con la segunda generación, el nuevo Yaris Sedán es 255 mm más largo, 43 mm ancho y perdió 17 mm en su altura total, mientras que su distancia entre ejes fue alargada en 146 mm. El peso fue reducido en promedio en 107 kg.

### Exterior
Esta nueva edición tanto la edición tres puertas como la cinco puertas tienen una longitud de 3885 mm (10 mm más que en la 2ª generación) una altura de 1510 mm y 1695 mm de ancho. Su radio de giro es de 4,8 m, utiliza una suspensión delantera MacPherson y una suspensión trasera de eje torsional. En el sistema de frenado se utiliza discos ventilados en las ruedas delanteras y discos sólidos en las ruedas traseras.
El coeficiente aerodinámico es de 0,287 en todas sus versiones.

### Interior
En el interior tiene unas dimensiones de 1915 mm de largo, 1420 mm de ancho y 1250 de alto. El maletero tiene una capacidad de 286 L.
Los extras el Toyota Yaris son el techo panorámico, el sistema Touch, el sistema Touch&Go y los packs Look, Cool, Senso, Protection, Style y Sport.
El techo panorámico es un techo cristal que se extiende desde los parasoles hasta la mitad de los asientos traseros. Este techo no se puede abrir ya que su propósito es dar al interior una luminosidad mayor. Además este complemento se disfruta sobre todo desde los asientos traseros, que es la posición ideal desde la cual se puede ver mejor el paisaje. En los asientos delanteros es difícil apreciar este extra ya que el cristal empieza justo sobre la cabeza del conductor, lo cual implica que este tenga que forzar el cuello para mirar. Este extra requiere pedir el pack Cool/Senso.
El sistema Touch es un sistema que permite controlar el sistema de multimedia a través de una pantalla táctil resistiva. Este sistema multimedia incluye radio, CD, MP3, entrada AUX y ordenador de a bordo. Además puede completarse con un navegador GPS (Touch&Go).

### Especificaciones técnicas
| Prestaciones                   | Yaris 70                         | Yaris 100                        | Yaris 100 MultiDrive             | Yaris 90D            | Yaris 90D ConfortDrive |
| ------------------------------ | -------------------------------- | -------------------------------- | -------------------------------- | -------------------- | ---------------------- |
| Consumo combinado              | 4,8 L/100 km                     | 5,2 L/100 km                     | 5,0 L/100 km                     | 3,9 L/100 km         | 4,0 L/100 km           |
| Consumo urbano                 | 5,8 L/100 km                     | 6,5 L/100 km                     | 5,7 L/100 km                     | 4,8 L/100 km         | 4,8 L/100 km           |
| Consumo extraurbano            | 4,3 L/100 km                     | 4,5 L/100 km                     | 4,5 L/100 km                     | 3,5 L/100 km         | 3,5 L/100 km           |
| Combustible                    | Gasolina sin plomo de 95 octanos | Gasolina sin plomo de 95 octanos | Gasolina sin plomo de 95 octanos | Diésel de 48 Cetanos | Diésel de 48 cetanos   |
| Capacidad del depósito         | 42 L                             | 42 L                             | 42 L                             | 42 L                 | 42 L                   |
| Emisiones en ciclo combinado   | 111 g/km                         | 120 g/km                         | 114 g/km                         | 104 g/km             | 105 g/km               |
| Emisiones en ciclo urbano      | 133 g/km                         | 148 g/km                         | 132 g/km                         | 126 g/km             | 125 g/km               |
| Emisiones en ciclo extraurbano | 99 g/km                          | 105 g/km                         | 104 g/km                         | 91 g/km              | 93 g/km                |
| Emisiones de CO                | 0,4 g/km                         | 0,33 g/km                        | 0,22 g/km                        | 0,19 g/km            | 0,14 g/km              |
| Hidrocarburos                  | 0,03                             | 0,04                             | 0,04                             | ---                  | ---                    |
| Emisiones NOx                  | 0,02                             | 0,03                             | 0,01                             | 0,14                 | 0,13                   |
| dB(A)                          | 72                               | 74                               | 74                               | 69                   | 70                     |

| Motores                         | Yaris 70                   | Yaris 100                  | Yaris 100 MultiDrive       | Yaris 90D            | Yaris 90D ConfortDrive |
| ------------------------------- | -------------------------- | -------------------------- | -------------------------- | -------------------- | ---------------------- |
| Acabados disponibles            | Live y Active              | Active                     | Active y Sport             | Live, Active y Sport | Active                 |
| Cilindros                       | 3 en línea                 | 4 en línea                 | 4 en línea                 | 4 en línea           | 4 en línea             |
| Distribución                    | 12 válvulas DOHC con VTT-i | 16 válvulas DOHC con VTT-i | 16 válvulas DOHC con VTT-i | 8 válvulas OHC       | 8 válvulas OHC         |
| Inyección                       | Electrónica                | Electrónica                | Electrónica                | Directa common rail  | Directa common rail    |
| Cilindrada                      | 998 cm³                    | 1329 cm³                   | 1329 cm³                   | 1364 cm³             | 1364 cm³               |
| Diámetro x carrera (mm x mm)    | 71,0 x 84,0                | 72,5 x 80,5                | 72,5 x 80,5                | 73,0 x 81,5          | 73,0 x 81,5            |
| Relación de compresión          | 11:1                       | 11,5:1                     | 11,5:1                     | 16,5:1               | 16,5:1                 |
| Potencia máxima CV DIN (kW/rpm) | 69 CV DIN (51/6000)        | 99 CV DIN (73/6000)        | 99 CV DIN (73/6000)        | 90 CV DIN (66/3800)  | 90 CV DIN (66/3800)    |
| Par máximo                      | 93/3600                    | 125/4000                   | 125/4000                   | 205/1800-2800        | 205/1800-2800          |
| Velocidad máxima                | 155 km/h                   | 175 km/h                   | 175 km/h                   | 175 km/h             | 175 km/h               |

| Prestaciones             | Yaris 70 | Yaris 100 | Yaris 100 MultiDrive | Yaris 90D | Yaris 90D ConfortDrive |
| ------------------------ | -------- | --------- | -------------------- | --------- | ---------------------- |
| Velocidad máxima         | 155 km/h | 175 km/h  | 175 km/h             | 175 km/h  | 175 km/h               |
| Aceleración (0-100 km/h) | 15,3 s   | 11,7 s    | 12,3 s               | 10,8 s    | 13,2 s                 |
| Coeficiente aerodinámico | 0,287    | 0,287     | 0,287                | 0,287     | 0,287                  |

| Frenos     | Yaris 70          | Yaris 100         | Yaris 100 MultiDrive | Yaris 90D         | Yaris 90D ConfortDrive |
| ---------- | ----------------- | ----------------- | -------------------- | ----------------- | ---------------------- |
| Delanteros | Discos ventilados | Discos ventilados | Discos ventilados    | Discos ventilados | Discos ventilados      |
| Traseros   | Discos sólidos    | Discos sólidos    | Discos sólidos       | Discos sólidos    | Discos sólidos         |

### Acabados
El acabado Live es el acabado más básico. En el interior ofrece 7 airbags, ABS, EBD, BA, asiento del conductor regulable en altura, asientos traseros plegables 60/40, un bolsillo en el respaldo del asiento del pasajero, cierre centralizado, elevalunas eléctricos, recordatorio de cinturones de seguridad, volante con mandos de audio, Radio/CD con 6 altavoces, VSC, TRC y la tapicería correspondiente al acabado. En el exterior ofrece intermitentes integrados en retrovisores, llantas de acero de 15", retrovisores ajustables mediante mando electrónico y tiradores de la puerta en negro. Además se puede agregar como extra el sistema de aire acondicionado.
El acabado Active es un acabado medio en el cual, además de la equipación del acabado Live, incluye el aire acondicionado de serie, cuentarrevoluciones, doble bandeja en el maletero, pomo y palanca de cambio en cuero, sistema Touch, cámara trasera, bluetooth, USB y volante de cuero. En el exterior ofrece un embellecedor cromado en las partes delantera y trasera y retrovisores y tiradores color carrocería. Además ofrece opcionalmente los packs Look y Cool, techo panorámico y el sistema Touch&Go.
Finalmente, el acabado Sport es el acabado más completo. Este acabado incluye unos ajustes deportivos tanto en dirección como en suspensión, bolsillos en la parte trasera de los asientos delanteros, sistema Touch, parasoles con espejos de cortesía, reposabrazos en el asiento del conductor, tapicería en cuero y tela y volante y freno de mano en cuero perforado con cosido naranja. En el exterior incluye un alerón trasero con luz de freno, embellecedores delantero y trasero en cromo oscurecido, faros antiniebla delanteros con embellecedores cromados y llantas deportivas de aleación de 16" Cheste. De forma opcional ofrece el pack Senso, techo panorámico y sistema Touch&Go.

### Seguridad

#### Latin NCAP
El Yaris de tercera generación fabricado en Brasil o Tailandia en su configuración latinoamericana más básica con 2 airbags recibió una calificación de 1 estrella de Latin NCAP en 2021 (similar a Euro NCAP 2014).

#### Euro NCAP
El Yaris de tercera generación en su configuración europea estándar recibió una calificación de 5 estrellas de Euro NCAP en 2017.

## Cuarta generación (2020-presente)
El Yaris IV se presenta en octubre de 2019 antes de la inauguración del Salón del Automóvil de Tokio de 2019 a la venta a principios de 2020. Todavía se produce en la fábrica de Toyota en Onnaing.
Esta cuarta generación dispone de la tecnología Electric Hybrid de Toyota, la más eficiente, el nuevo Yaris Electric Hybrid está impulsado por un nuevo motor de gasolina 1.5 Dynamic Force de 3 cilindros que funciona en ciclo Atkinson. El motor térmico se asocia a un eficiente propulsor eléctrico impulsado por una nueva batería de ion-litio, más potente y ligera que la de su predecesor, con la que se puede obtener un importante ahorro en combustible y liberar menos emisiones contaminantes.

### GR Yaris

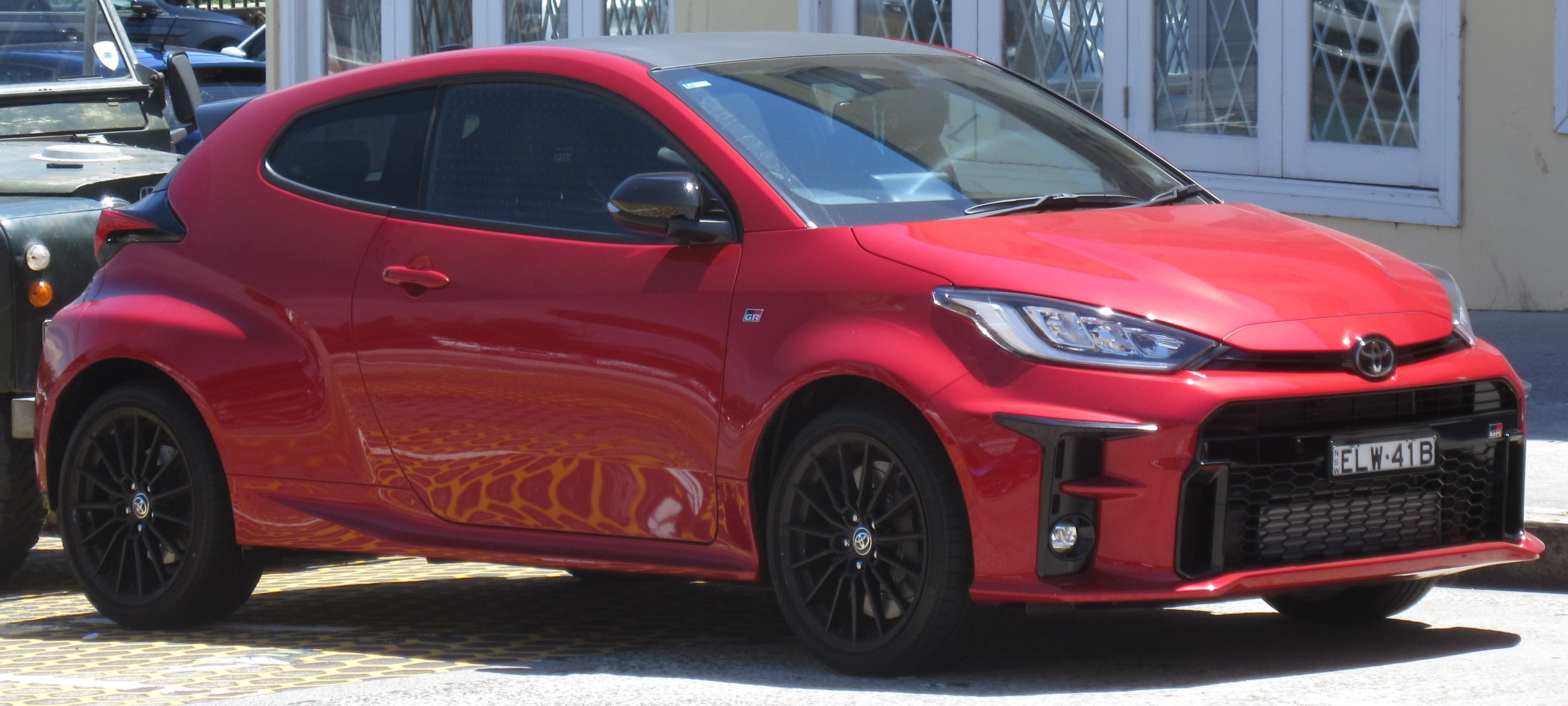
GR de 2020

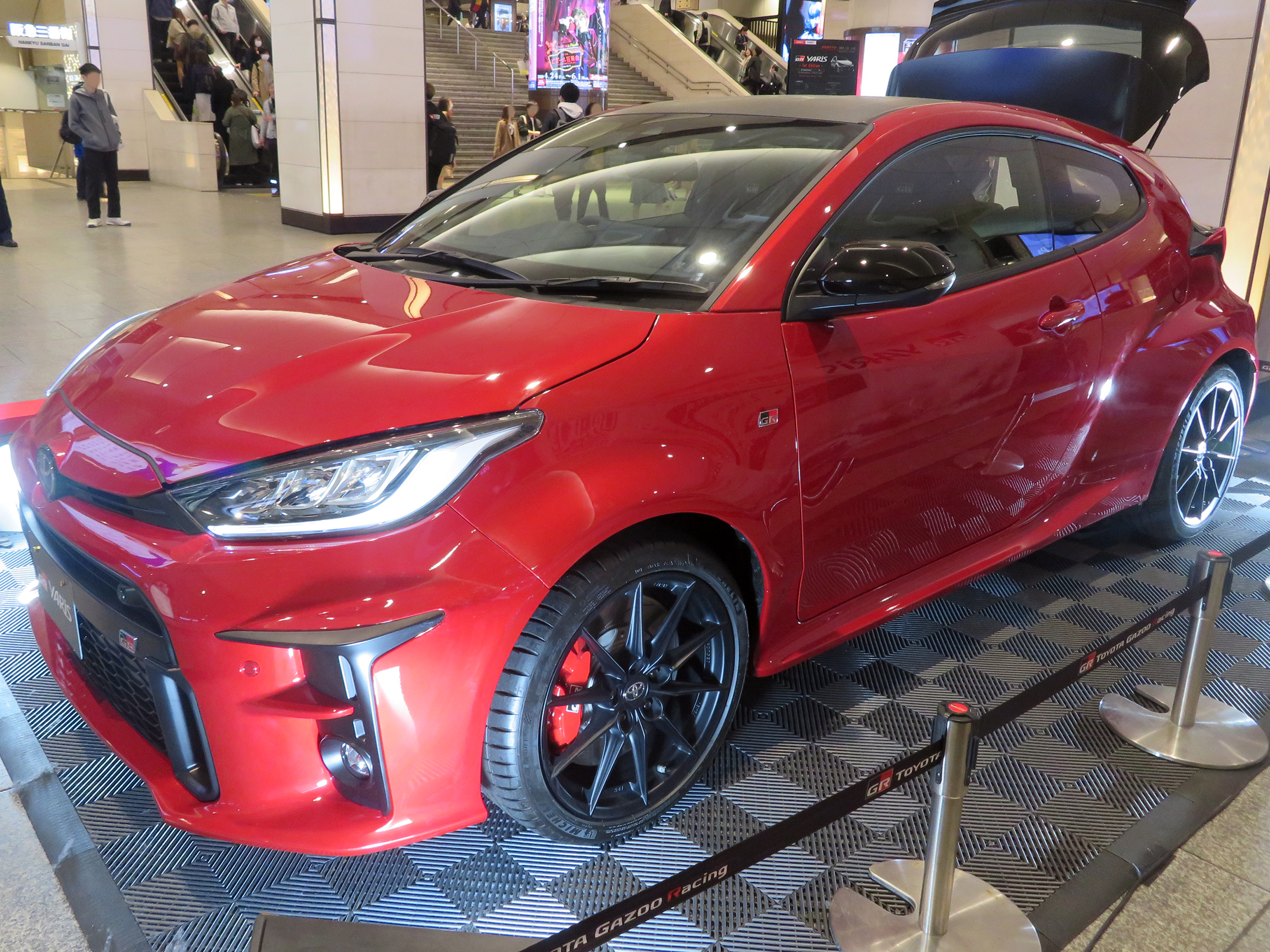
GR RZ High-performance

Se empezó a comercializar en 2020. Es la versión Gazoo Racing del Yaris Hatchback, la divison deportiva de Toyota. Es cinco centímetros más largo, seis cm más ancho, y cuatro cm más bajo. Posee un motor tricilíndrico de 1.6 L que desarrolla una potencia de 261 CV y 360 Nm de par. Cuenta con un sistema de tracción integral en el que se pueden seleccionar tres modos, en los que se ajusta la potencia que se reparte entre los ejes. Estos son: 60-40, 30-70 y 50-50. El Gr Yaris Circuit Pack, con 1355 kg de peso es 300 kg más pesado que el Yaris normal de gasolina.
En España está en venta a partir de 34.446 euros hasta los 39.095 euros de la versión Circuit Pack.

## Ventas
| Año             | Canadá | México | México | Estados Unidos | Estados Unidos "IA Scion" | México "Yaris R" |
| Año             | Hatch  | Sedan  | Hatch  | Hatch          | Sedan                     | Sedan            |
| --------------- | ------ | ------ | ------ | -------------- | ------------------------- | ---------------- |
| 2007            | 34,424 | 9,172  | 3,915  | 84,799         |                           |                  |
| 2008            | 40,602 | 9,235  | 5,021  | 102,328        |                           |                  |
| 2009            | 23,773 | 4,427  | 2,454  | 63,743         |                           |                  |
| 2010            | 13,817 | 5,168  | 1,321  | 40,076         |                           |                  |
| 2011            | 7,968  | 2,539  | 860    | 32,704         |                           |                  |
| 2012            | 10,955 | 2,007  | 1,064  | 30,590         |                           |                  |
| 2013            | 7,633  | 2,606  |        | 21,342         |                           |                  |
| 2014            | 8,530  | 2,121  |        | 13,274         |                           |                  |
| 2015            | 8,196  | 15,654 |        | 16,779         | 7,605                     | 1,853            |
| 2016            | 7,779  | 20,105 | 616    | 10,872         | 27,983                    | 4,649            |
| 2017            | 7,846  | 9,943  |        | 8,653          | 33,819                    | 2,932            |
| 2018            | 7,236  | 18,055 |        | 27,209         | 10,569                    | 2,259            |
| 2019            | 6,256  | 9,451  | 1,919  | 21,916         |                           | 1,122            |
| Total 2,090,447 |        |        |        |                |                           |                  |

## Unión Toyota-Mazda

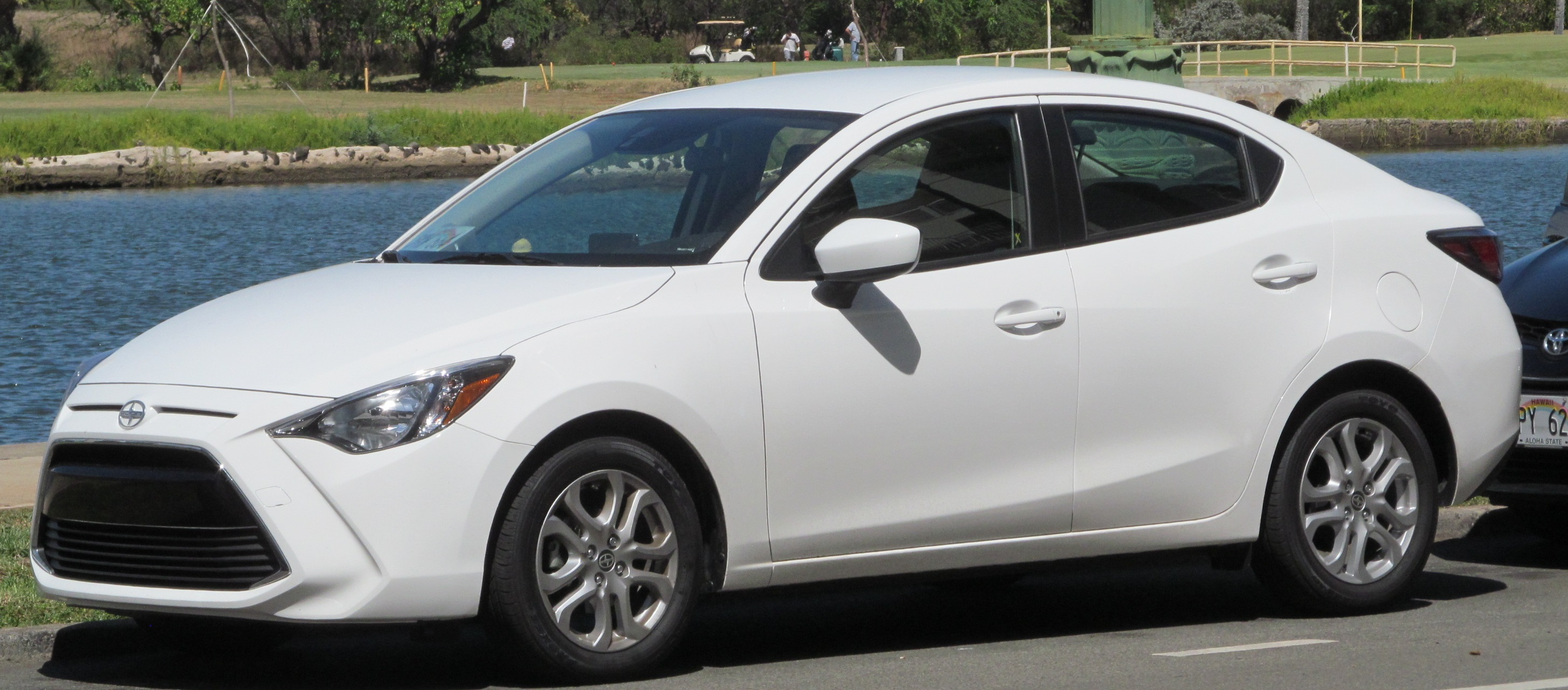
Scion iA

Como se anunció en el 2015 New York Auto Show, la versión sedán del Toyota Yaris se vende en Canadá, México y Puerto Rico (Toyota Yaris R en México) desde mediados de 2015 que es una versión renombrada del Mazda2. El mismo vehículo se vendió en los Estados Unidos como el Scion iA hasta 2017.
Toyota de México anunció que próximamente iniciará la fabricación del nuevo Yaris R y de esta forma comienza su aventura en la fabricación nacional de autos subcompactos. Este modelo del segmento B también llega al mercado de Estados Unidos como Scion iA, directo desde las instalaciones de Toyota en el estado de Guanajuato, las cuales cuentan con una capacidad anual de producción de alrededor de 50 mil unidades, iniciándose las exportaciones de este nuevo modelo en junio de 2016 y que el Yaris R se integra a su nuevo portafolio, uniéndose a una gama formada actualmente por Yaris Sedán, Yaris HB y Avanza.
Este nuevo subcompacto esta propulsado por un motor 1.5L, de 106 caballos de fuerza y 103 libras pie de torque, que se puede acoplar a una transmisión manual o automática de 6 velocidades.

## Yaris ATIV Facelift

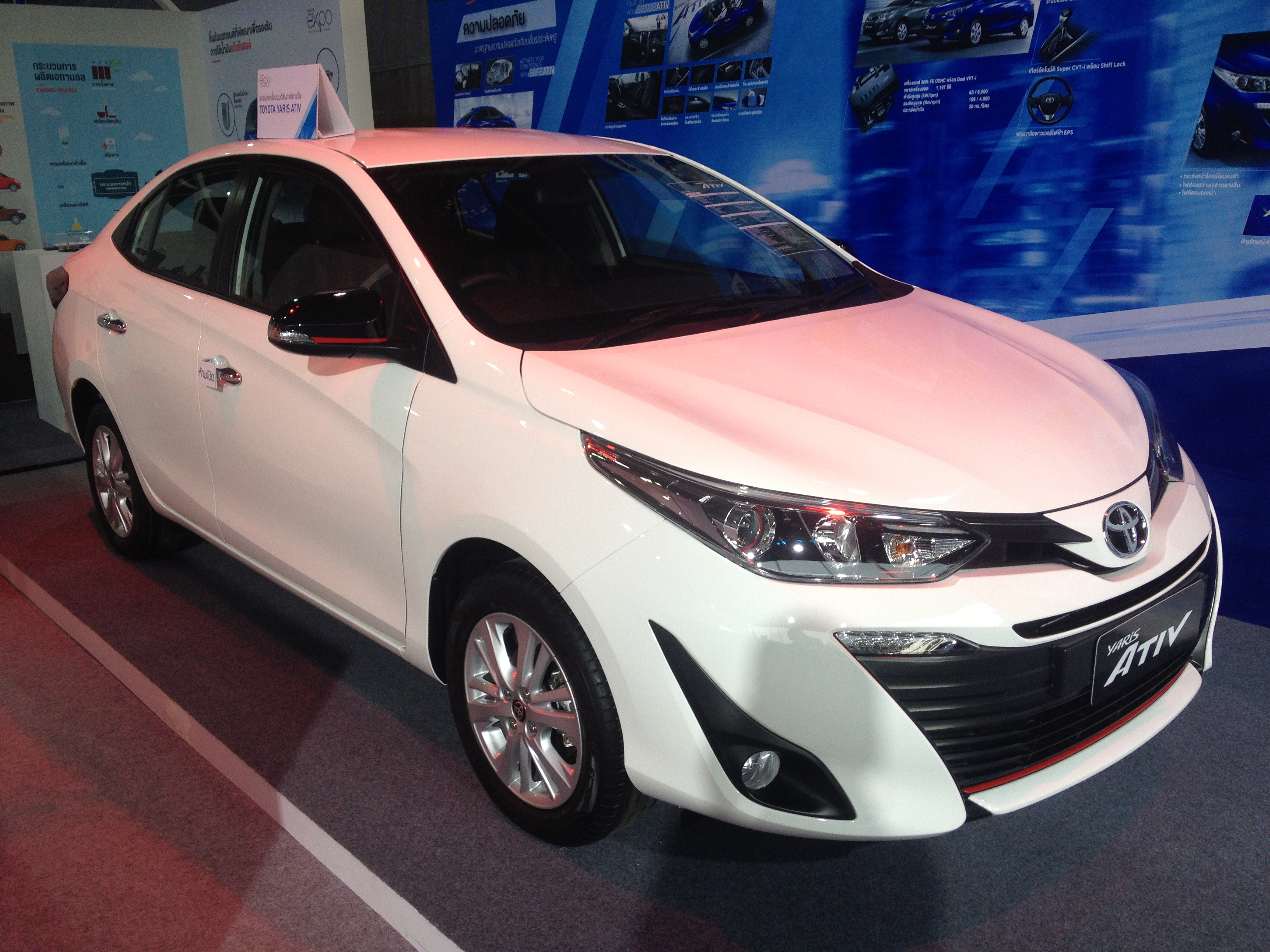
Sedán ATIV de 2018

El sedán Yaris ATIV se lanzó en Tailandia el 15 de agosto de 2017, utilizando el mismo motor de 1.2L que el mercado tailandés XP150 modelo Yaris hatchback, con la carrocería actualizada (más tarde utilizada en el Yaris regular facelifted). El Yaris ATIV se posiciona debajo del Vios en su línea de sedán. Los modelos que se ofrecen son los siguientes: J ECO, J, E, G y S. El ATIV está basado en el XP150 Vios, pero con señales de diseño del vehículo con puerta trasera Yaris. Se lanzó en Singapur el 14 de diciembre de 2017 con la denominación Vios en lugar de la denominación Yaris ATIV, aunque con un motor 1.5L más grande y potente. Está disponible en los grados E y G. 
También fue presentado en la India como el sedán Yaris el 7 de febrero de 2018 en la Auto Expo 2018. Para el mercado indonesio, el Yaris ATIV se vende como Vios y se lanzó el 3 de abril de 2018. El mercado indonesio Yaris ATIV-based Vios es ensamblado en la planta de Karawang.
El hatchback modelo Yaris XP150 facelift se lanzó en Tailandia el 14 de septiembre de 2017. El automóvil utiliza el mismo frontal que el sedán Yaris ATIV, con las luces traseras inspiradas en el Auris de segunda generación . Los modelos ofrecidos son los siguientes: J ECO, J, E y G.
Mientras que en el Facelift Yaris hatchback el lavado facial está ligeramente más diferenciado, pero más similar al Toyota Aygo hecho en Europa .
El hatchback Yaris facelif se lanzó en Sudáfrica el 8 de febrero de 2018. Por primera vez, el hatchback Yaris para el mercado sudafricano es importado de Tailandia. Sustituyó el hatchback Yaris basado en XP130 Vitz. Los modelos ofrecidos son los siguientes: XI, XS, CROSS, XS CVT y SPORT. También se lanzó en Indonesia el 20 de febrero de 2018. Se ensambla en la planta de Karawang. Los niveles de ajuste ofrecidos son: E, G y TRD Sportivo con transmisión manual o automática (CVT).
En Filipinas el hatchback Yaris facelift se lanzó  el 20 de diciembre de 2017 y se vendió en dos niveles de equipamiento: el 1.3 E y el 1.5 S.
El Vios (XP150) se comercializó previamente en México como el Yaris Sedán. Desde principios de 2018, ha sido reemplazado por la versión facelift del mercado asiático del Yaris de tercera generación (Vios XP150), comercializado bajo el nombre de Yaris ATIV Sedán como una alternativa de menor precio para el Yaris R basado en Mazda, más exclusivo. Este modelo también se vende en varios países sudamericanos bajo el nombre de Yaris Sedán.